# Odijelo
Odijelo je muška odjeća kojoj su bitni dijelovi kratki kaput ili sako i hlače. Nosi se uglavnom u svečanim prilikama i kao radno odijelo u tzv. uredskim zanimanjima.
Smatra se da nošenje svečanih odijela potječe iz vremena Viktorijanskog doba u Ujedinjenom Kraljevstvu. Zbog druge industrijske revolucije, dolazi do njihove masovne proizvodnje i, pod britanskim ujecajem, širenjem među zapadnim svijetom, isprva u aristokratskim krugovima, a sveopćom globalizacijom u cijelom društvu.
Pod pojmom odijela, ubrajaju se i radna odijela za radnike u zahtjevnim tjelesnim zanimanjima.

## Vanjske poveznice
|  | Zajednički poslužitelj ima još gradiva o temi Odijelo |